# Rzymskie wakacje
Rzymskie wakacje (tytuł oryg. Roman Holiday) – amerykańska komedia romantyczna z 1953 w reżyserii Williama Wylera i według scenariusza Daltona Trumbo, Iana McLellana Huntera i Johna Dightona. W rolach głównych wystąpili Gregory Peck i Audrey Hepburn. Główną bohaterką filmu jest księżniczka Anna (Hepburn), która znudzona sztywnymi regułami, etykietą towarzyszącą dworskim wizytom, a także napiętym grafikiem każdego dnia, postanawia samowolnie opuścić teren ambasady i zwiedzić miasto. W ten sposób księżniczka poznaje smak codziennego życia. Jej tropem podąża amerykański reporter szukający tematu na pierwszą stronę – Joe Bradley (Peck).
Po premierze film Wylera uzyskał przychylne recenzje krytyków, doceniła go także widownia, zwłaszcza w Europie i Japonii. Film Rzymskie wakacje otrzymał liczne nagrody, w tym między innymi, spośród dziesięciu nominacji, trzy statuetki Akademii Filmowej. Po latach uważany jest nadal za klasykę gatunku. Debiut Hepburn w roli pierwszoplanowej, wspominany jest jako jeden z bardziej pamiętnych w historii kinematografii amerykańskiej. W 1999 film został objęty konserwacją przez National Film Registry.

## Fabuła

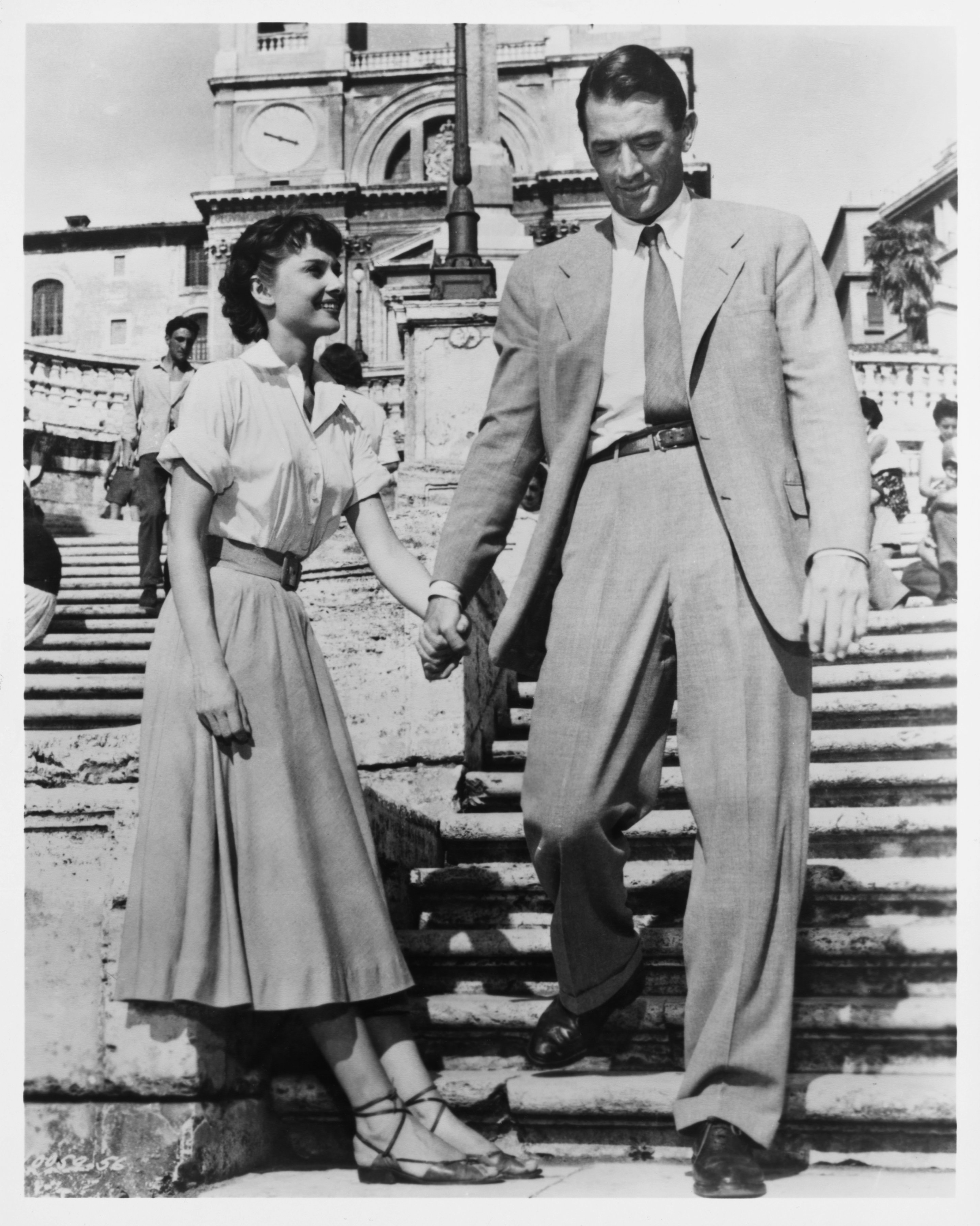
Audrey Hepburn i Gregory Peck w scenie z filmu

Akcja filmu rozgrywa się w Rzymie we Włoszech. Anna (Audrey Hepburn), księżniczka bliżej nieokreślonego państwa, która nieustannie przebywa w otoczeniu swojego sztabu doradców, guwernantek i lokajów, w ramach nagłośnionej trasy dyplomatycznej po zachodnioeuropejskich stolicach, odwiedza miasto. Jest sfrustrowana sztywnymi regułami i napiętym grafikiem, rozplanowanym na każdy poszczególny dzień. Pragnie dowiedzieć się czegoś o zwykłych ludziach i normalnym życiu. Nie mogąc uspokoić płaczu, dama dworu wzywa lekarza, który podaje jej środek uspokajający, aby mogła usnąć. Nim lekarstwo zacznie działać, księżniczka wymyka się potajemnie w nocy z obszaru ambasady, ciesząc się nowym uczuciem wolności. Podany środek nasenny sprawia, że wkrótce zasypia na ławce w parku. Znajduje ją wracający z nocnego pokera Joe Bradley (Gregory Peck), amerykański reporter serwisu informacyjnego, borykający się z problemami finansowymi. Podejrzewając, że księżniczka jest pod wpływem alkoholu, postanawia odwieźć ją taksówką do domu. Księżniczka będąc półprzytomną, jako miejsce zamieszkania podaje Koloseum. Po kilku bezskutecznych próbach, ze względów bezpieczeństwa, Bradley pozwala jej, acz niechętnie, przenocować w swoim skromnym mieszkaniu, by tam mogła dojść do siebie. Rankiem dziennikarz budzi się zaspany, przypominając sobie o konferencji prasowej księżniczki w której miał uczestniczyć. Mając świadomość, że nie zdąży, udaje się do pracy.
Redaktor naczelny agencji prasowej pan Hennessy (Hartley Power), jest niezadowolony z faktu spóźnienia się dziennikarza do redakcji. Bradley okłamuje go, twierdząc, że właśnie wrócił z konferencji, którą zorganizowała księżniczka. Hennessy wiedząc, że reporter nie mówi prawdy, sprawdza go, pytając czy księżniczka Anna odpowiedziała na wszystkie kwestie zawarte w liście. Bradley wymyśla na poczekaniu odpowiedzi. W końcu redaktor uświadamia go, że konferencja została odwołana z powodu „choroby” księżniczki. Bradley przyznaje się, że zaspał. Widząc jej zdjęcie w gazecie, uświadamia sobie kto jest w jego mieszkaniu. Zawiadamia telefonicznie dozorcę Giovanniego (Claudio Ermelli), prosząc go, by ten sprawdził, czy w jego domu ktoś jest. Gdy upewnia się, że księżniczka  wciąż śpi, składa redaktorowi propozycję. Oświadcza, że przeprowadzi prywatny wywiad z księżniczką dla gazety za 5 tys. dolarów. Obydwaj zawierają układ. Hennessy nie wierząc, że reporterowi uda się dostarczyć wywiad na wyłączność, zakłada się z nim o 500 dolarów.

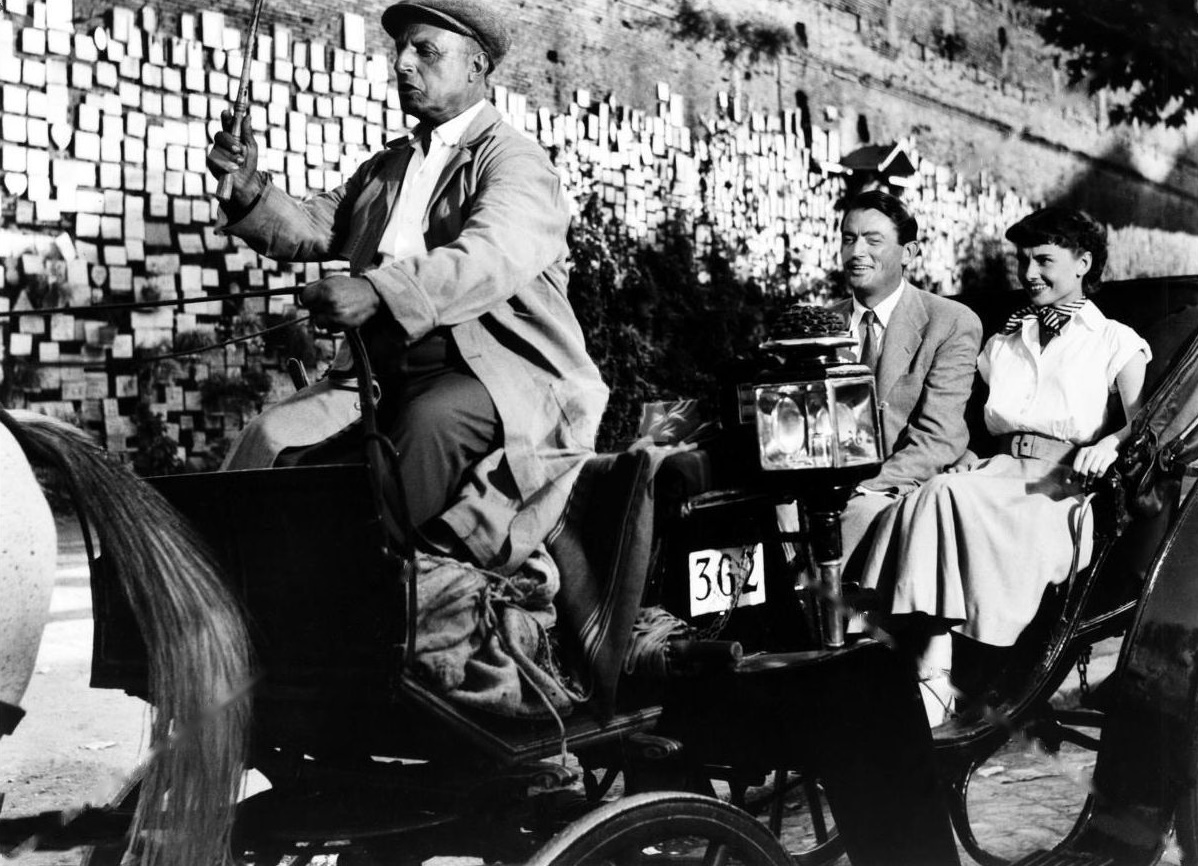
Gregory Peck i Audrey Hepburn w scenie z filmu

Następnie Bradley udaje się do domu, ukrywając fakt, że jest reporterem. Gdy księżniczka budzi się, jest zakłopotana i zdezorientowana. Nie chcąc zdradzić swojej tożsamości, przedstawia się jako Anya. W trakcie gdy zażywa kąpieli, Bradley zawiadamia potajemnie swojego przyjaciela, fotografa Irvinga Radovicha (Eddie Albert), prosząc go o pomoc, ponieważ ma „materiał na pierwszą stronę”. Po powrocie do domu, Anya oświadcza mu, że musi już iść. Dziękując za gościnę, żegna się z Bradleyem, pożyczając od niego 1000 lirów. Księżniczka przechadza się ulicami miasta. W pewnym momencie zachodzi do fryzjera, gdzie skraca swoje włosy. Cały czas jest dyskretnie śledzona przez Bradleya, którego „przypadkowo” spotyka przy Schodach Hiszpańskich. Wyznaje mu, że pragnie zwiedzić miasto. Reporterowi udaje się nakłonić Anyę by mógł jej towarzyszyć. Zachodzą do kawiarenki, gdzie rozmawiają na prywatne tematy. Tam spotykają przechadzającego się Radovicha, którego dziennikarz zaprasza do stolika. Księżniczka przedstawia się jako Anya Smith. Bradley oblewa „niechcący” fotografa drinkiem. Gdy obydwaj udają się na zaplecze, reporter wyznaje całą prawdę. Radovich po dłuższym namyśle zgadza się robić zdjęcia. Odwiedzają wspólnie między innymi słynny marmurowy medalion Usta Prawdy i jeżdżą skuterem ulicami miasta. Gdy wieczorem udają się na łódź na tańce, agenci rządowi, śledzący księżniczkę, próbują zmusić ją do powrotu do swoich zadań. Po wybuchu awantury i bójki, obydwojgu udaje się uciec. Anya, zdając sobie sprawę, że nie zdoła porzucić swych arystokratycznych obowiązków, żegna się z Bradleyem. Uświadamiają sobie, że od tej pory nie będą żyć długo i szczęśliwie, a przynajmniej nie razem.
Następnego dnia Hennessy dowiaduje się, że księżniczka wcale nie zachorowała, tylko zaginęła. Podejrzewając, że Bradley zna sprawę, stara się go nakłonić, by powiedział prawdę. Reporter jednak zaprzecza, twierdząc, że nic o tym nie wie. Porzuca pomysł napisania historii. Radovich, który początkowo planował sprzedać swoje unikatowe zdjęcia z udziałem księżniczki, rezygnuje z tego pomysłu. Nazajutrz księżniczka Anna na terenie ambasady odpowiada na pytania prasy. Jest zaskoczona widokiem Bradleya i Radovicha. Zapytana przez jednego z reporterów, które miasto podczas europejskiej trasy podobało się jej najbardziej, odpowiada, że „wszystkie były dobre”, jednak po chwili impulsywnym tonem dodaje: „Rzym!”. Pod koniec konferencji, księżniczka podchodzi do każdego z dziennikarzy, odbywając z nim krótką rozmowę i przyjmując podziękowania. Gdy dochodzi do Bradleya i Radovicha, ten ostatni wręcza jej kopertę, w której umieścił swoje zdjęcia zrobione w trakcie zwiedzania Rzymu, czym wywołuje uśmiech na twarzy księżniczki. Po zakończeniu konferencji, tłum rozprasza się. Joe Bradley przez chwilę zostaje sam, po czym odchodzi zamyślony.

## Obsada

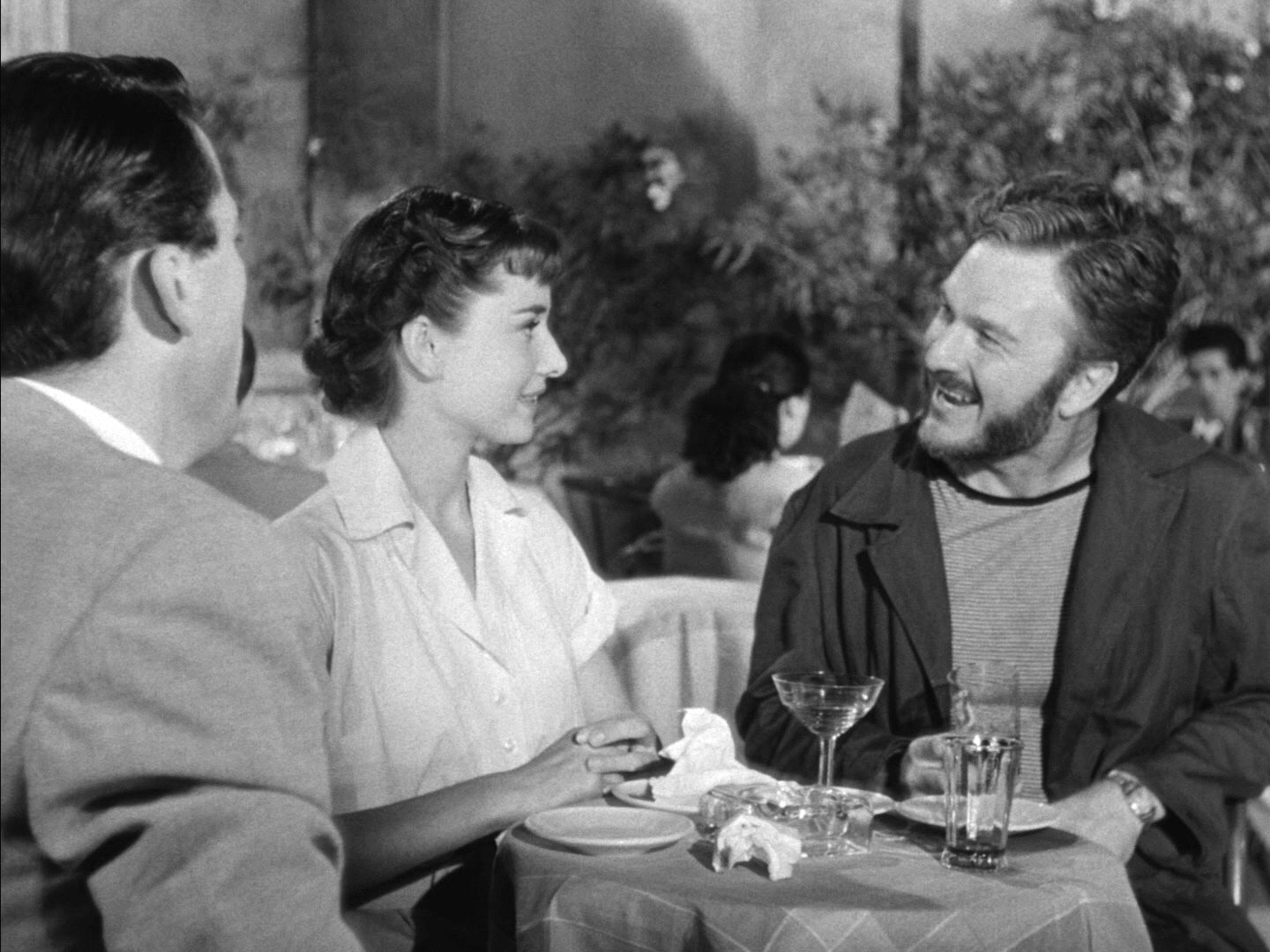
Główna obsada – Gregory Peck, Audrey Hepburn i Eddie Albert

Opracowano na podstawie materiału źródłowego:

- Audrey Hepburn – księżniczka Anna
- Gregory Peck – dziennikarz Joe Bradley
- Eddie Albert – fotograf Irving Radovich
- Hartley Power – redaktor naczelny pan Hennessy
- Laura Solari – sekretarka pana Hennessy’a
- Paola Borboni – posługaczka
- Harcourt Williams – ambasador
- Margaret Rawlings – hrabina Vereberg
- Tullio Carminati – generał Provno
- Paolo Carlini – Mario Delani
- Claudio Ermelli – Giovanni, dozorca
- Alfredo Rizzo – taksówkarz
- Gorella Gori – sprzedawczyni butów
- Heinz Hindrich – doktor Bonnachoven (niewym. w czołówce)
- Hari Singh – on sam (niewym. w czołówce)
- Kmark Singh – on sam (niewym. w czołówce)

## Produkcja

### Scenariusz

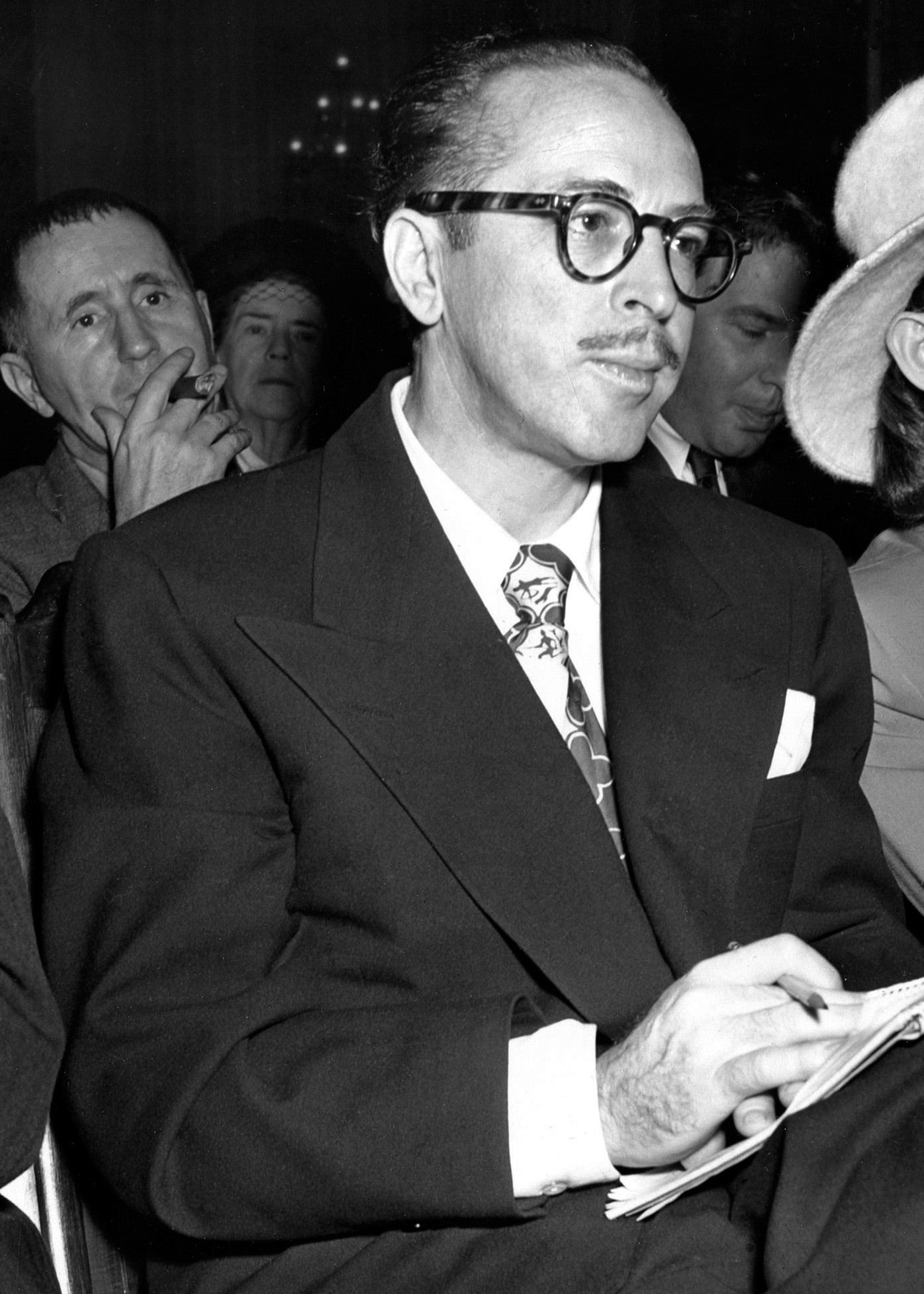
Dalton Trumbo, główny autor scenariusza do Rzymskich wakacji. Jego nazwisko przywrócono w 2011

Autorem opowiadania jest Dalton Trumbo, który napisał je jesienią 1949, będąc w trudnej sytuacji materialnej. Fabułę historii oparł na artykule prasowym otrzymanym od swojego przyjaciela Iana McLellana Huntera, opisującym prawdziwe wydarzenie z życia księżnej Elżbiety II i jej siostry księżniczki Małgorzaty Windsor, które przytrafiło im się w Rzymie. Po tym jak Hunter zgodził się na umieszczenie swojego nazwiska w scenariuszu (Trumbo nie mógł się osobiście podpisać, ponieważ jego nazwisko znajdowało się ówcześnie na tzw. czarnej liście Hollywood), przekazał tekst George’owi Willnerowi, by ten sprzedał go studiu, które wyrazi swoje zainteresowanie. W październiku 1949 Willner zawarł umowę z wytwórnią Liberty Films, założoną przez Franka Caprę, George’a Stevensa, Samuela J. Briskina i Williama Wylera, która stała się spółką całkowicie zależną od Paramount Pictures. Liberty Films zakupiło scenariusz od Huntera za kwotę 35 tys. dolarów, jednocześnie zatrudniając go na okres ośmiu tygodni w celu dokonania drobnych poprawek za dopłatą 5 tys. dolarów. Po wygaśnięciu umowy, Paramount podpisało z Hunterem odrębny kontrakt, na mocy którego zarabiał 750 dolarów tygodniowo. Zainteresowanie historią wyraził Capra, który widział w nim duże podobieństwo do swojej klasycznej komedii romantycznej Ich noce (1934) z Clarkiem Gable’em i Claudette Colbert w rolach głównych. Z różnych powodów zdecydował się jednak na porzucenie projektu.
Pierwszy egzemplarz scenariusza po poprawkach, podpisany imieniem i nazwiskiem Huntera, liczący 174 strony, ukazał się 1 marca 1951 pod tytułem Roman Holiday. Jedną kopię przekazano agencji Goldstone-Willner. W marcu 1951 Wyler przejął scenariusz, który na jego prośbę został przepisany przez Bena Hechta w dwóch szkicach 7 czerwca i 5 listopada. Synopsis Hechta miał taką samą strukturę i głównych bohaterów jak pierwowzór Trumbo i Huntera, jednak zawierał zmiany w dialogach i niektórych imionach postaci dalszego planu. W kwietniu 1952 Preston Sturges naniósł kolejne poprawki w scenariuszu. W trakcie podróży statkiem do Włoch, Wyler poprosił swojego brata Roberta i przyjaciela Lestera Koeniga, by przepisali jedną z poprzednich wersji. Po przybyciu na miejsce, dwójka Włochów – Ennio Flaiano i Suso Cecchi D’Amico – dokonała poprawek, które zakończyły się w maju i zawierały kwestie zarówno w języku angielskim, jak i włoskim. Wyler przekazał scenariusz angielskiemu dramaturgowi Johnowi Dightonowi, by ten naniósł ostateczne korekty. Finalna wersja została zaprezentowana 4 czerwca. Jako autorów przedstawiono Dightona, Flaiano i D’Amico. Zdaniem montażysty Roberta Swinka „film był czymś w rodzaju składanki robionej na poczekaniu”.
Przy tworzeniu czołówki filmu, pracownicy studia, spośród wielu przedstawionych wersji scenariusza, zdecydowali się wybrać historię autorstwa Huntera i tekst Huntera i Dightona. Trumbo nie został wymieniony w oryginalnym wydaniu. Jego nazwisko przywrócono dopiero w 2003, gdy film ukazał się na DVD. Osiem lat później, związek Writers Guild of America, West oficjalnie przywrócił Trumbo jako głównego twórcę scenariusza. Ówczesny prezes związku, Chris Keyser, w oświadczeniu zamieszczonym na oficjalnej stronie napisał: „To nie jest w naszej mocy, aby usuwać błędy lub cierpienia z przeszłości. Ale możemy wykonać gest w postaci zadośćuczynienia, nie możemy pozwolić, abyśmy znowu padli ofiarą niebezpiecznej siły strachu czy impulsu cenzury, nawet jeżeli zobowiązanie jest tylko nadzieją. I w końcu możemy przywrócić zasługę w przypadku gdy się ona należy”.

### Casting

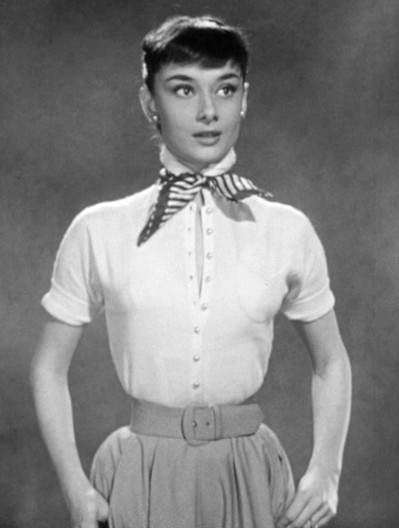
Audrey Hepburn w trakcie przesłuchania do roli księżniczki Anny w Pinewood Studios, 18 września 1951

Najwięcej problemów reżyser miał z obsadzeniem roli księżniczki Anny. Pierwszym wyborem Wylera była Elizabeth Taylor, jednak studio Metro-Goldwyn-Mayer nie wyraziło zgody. Drugą kandydatką była Jean Simmons, lecz producent Howard Hughes, z którym aktorka związana była kontraktem, nie wyraził zgody na jej udział w filmie. Pod uwagę brana była także Suzanne Cloutier, która wystąpiła w melodramacie Otello (1952) Orsona Wellesa.
| „Miała [Hepburn] wszystko czego szukałem – urok, niewinność i talent. Była bardzo zabawna. To było absolutnie urocze.”– William Wyler |

Wyler udał się w czerwcu 1951 do Europy w celu znalezienia odpowiedniej kandydatki do głównej roli żeńskiej. Ówczesny scenarzysta i kierownik obsady w londyńskim biurze Paramountu, Richard Mealand skontaktował się we wrześniu z Robertem Lennardem z Associated British Picture Corporation (ABPC), informując go, że otrzymał od przełożonych z Hollywood instrukcje dotyczące znalezienia aktorki do filmu, który będzie realizowany następnego lata w Rzymie. Lennard zgodził się wysłać młodą Brytyjkę Audrey Hepburn na spotkanie z reżyserem. Mealand widział wcześniej jej występ w filmie Śmiech w raju (1951, reż. Mario Zampi). Do spotkania doszło w hotelu Claridge’s. Wyler przyznawał, że „chciałem dziewczynę bez amerykańskiego akcentu, aby odegrała swoją rolę tak, by można sądzić, że została wychowana na księżniczkę”. Reżyser wybrał kilka kandydatek, lecz nie chciał zostać w Londynie na zdjęciach próbnych. Polecił swojemu przyjacielowi Thoroldowi Dickinsonowi, który współpracował z Hepburn przy dreszczowcu politycznym Tajemniczy ludzie (1952), przeprowadzenie castingu z udziałem aktorki. Nakazał, by po zakończeniu rozmowy nie wyłączać kamery.
Zdjęcia próbne odbyły się 18 września 1951 w Pinewood Studios. Hepburn dostała do odegrania scenę, w której jako znudzona sztucznymi formalnościami księżna kładzie się spać w asyście damy dworu. Na prośbę Paramountu przeprowadzono wywiad z Brytyjką, w trakcie którego opowiadała o doświadczeniach i przeżyciach wojennych oraz tańcu w balecie. Aktorka, myśląc, że kamera jest wyłączona, wskoczyła na łóżko i zapytała: „Jak było? Wypadło dobrze?”. Po chwili zorientowała się, że wszyscy wokół niej są cicho, światła były zapalone, a kamera rejestrowała. „Wróciłam, usiadłam i rozmawiałam z nim [Dickinsonem]. Zadawał mnóstwo pytań odnośnie do mojej osoby, pracy, a nawet moich wojennych lat w Holandii… [i] to było kontynuacją zdjęć próbnych. Sfilmował mnie, naturalną i nieusiłującą grać” – wspominała.
Nagrania testów przetransportowano samolotem do Hollywood. 12 października, w telegramie wystosowanym do Mealanda, Wyler napisał: „Zdjęcia próbne Hepburn były bardzo dobre. Wszyscy w wytwórni odnieśli się do niej z entuzjazmem. Powiadom Dickinsona, że wykonał świetną robotę”. Pod wrażeniem spontanicznego występu aktorki był także dyrektor Paramountu Don Hartman, który stwierdził: „Byliśmy zafascynowani. To niczyja zasługa, że natychmiast ją zaangażowaliśmy”.
Pierwszym wyborem do zagrania głównej roli męskiej był Cary Grant. Aktor odmówił, twierdząc, że jest za stary by grać razem z Hepburn (mimo to, dziesięć lat później wystąpili wspólnie w Szaradzie Stanleya Donena). Gregory Peck zdecydował się na przyjęcie roli Joe Bradleya, chcąc zagrać w czymś „lżejszym” i odmiennym gatunkowo. Według biografa Donalda Spoto agent aktora George Chasin wynegocjował dla niego wyjątkowe uprawnienia; z uwagi na swój status gwiazdy, miał prawo decydować o wyborze głównej roli kobiecej. Początkowo, podobnie jak Grant, nie był przekonany do scenariusza, uważając, że rola księżniczki jest znacznie bardziej wyeksponowana. Zmienił zdanie po odbytej rozmowie z Wylerem, który przyznał: „nie sądziłem, że jesteś typem aktora, który mierzy wielkość ról”. Na zdjęciach próbnych w zastępstwie za Pecka wystąpił Lionel Murton.
W roli fotoreportera Irvinga Radovicha, został obsadzony Eddie Albert, który współpracował z Wylerem przy filmie Siostra Carrie (1952).

### Przygotowania

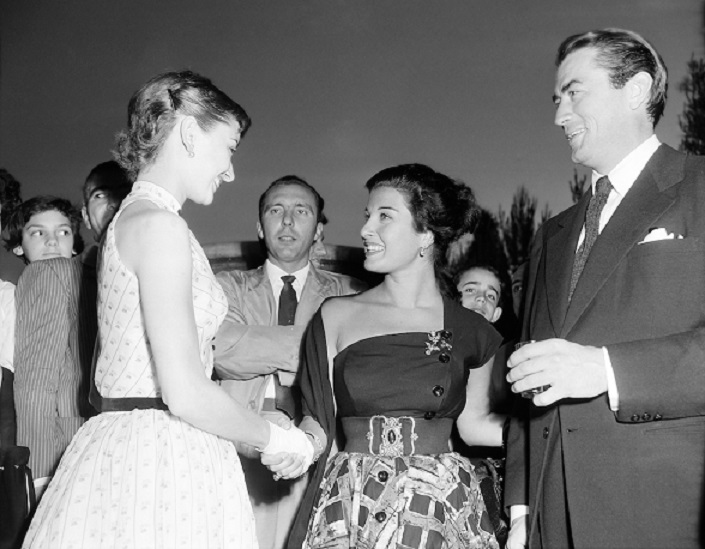
Audrey Hepburn, Silvana Pampanini i Gregory Peck, 26 czerwca 1952

Ze względów personalnych oraz politycznego klimatu (głównie z uwagi na makkartyzm), Wyler podjął decyzję o realizacji Rzymskich wakacji poza granicami Stanów Zjednoczonych. Udał się na rozmowy z przedstawicielami Paramountu, gdzie postawił warunek, że podejmie się reżyserii, jeżeli będzie mógł nagrywać w Rzymie. Początkowo pomysł Wylera spotkał się z oporem. Studio nalegało, by zdjęcia realizowano w Hollywood, jednak reżyser stanowczo odmówił, twierdząc, że „potrzebny jest klimat”. Ostatecznie uzyskano zgodę na filmowanie we Włoszech, jednak z powodu zamrożonych środków finansowych przez włoski rząd, który po wojnie chciał zapewnić zatrudnienie miejscowym robotnikom, podjęto decyzję o rezygnacji z nagrywania w kolorze. Wyler niechętnie przystał na taką opcję. Rzymskie wakacje były pierwszą komedią reżysera od czasów Dobrej wróżki (1935) oraz pierwszym amerykańskim filmem w całości nagranym we Włoszech.
Duże powodzenie spektaklu Gigi z Hepburn w roli głównej spowodowało, że Paramount zgodził się przesunąć zdjęcia do Rzymskich wakacji na wiosnę 1952. Gilbert Miller wyznaczył termin na maj. Producent uzyskał również zapewnienie, że Rzymskie wakacje zostaną ukończone do końca września, ponieważ aktorka miała w perspektywie wyjazd na krajowe tournée z Gigi.
Przed rozpoczęciem procesu realizacji, przedstawiciele włoskiego rządu musieli zatwierdzić scenariusz, który w żaden sposób nie ośmieszałby i nie przedstawiał kraju w negatywnym świetle. Ówczesny szef tamtejszego ministerstwa kultury Annibale Scicluna Sorge w pierwszej chwili odrzucił scenariusz, twierdząc, że obraża on włoskich policjantów. Reżyser jako kontrargument tłumaczył, że film w sposób luźny traktuje całą historię i przedstawia losy amerykańskiego reportera, turystów i rodziny królewskiej w konwencji czysto komediowej.
W lutym Hepburn spotkała się w Nowym Jorku z odpowiedzialną za kostiumy Edith Head, która przygotowała portfolio pomysłów na kostiumy. Aktorka wprowadziła kilka poprawek, takich jak prostsza linia dekoltu i szerszy pasek. Peck na czas pracy nad filmem przyleciał na półwysep Apeniński wraz rodziną, z którą zamieszkał w willi niedaleko Albano Laziale, w posiadłości zwanej Vigna Saint’ Antonio. Lokalna prasa aktywnie rozpisywała się na temat przyjazdu aktora. Wyler zabrał ze sobą żonę i córki, podobnie jak Albert, któremu towarzyszyły żona i synek.

### Realizacja

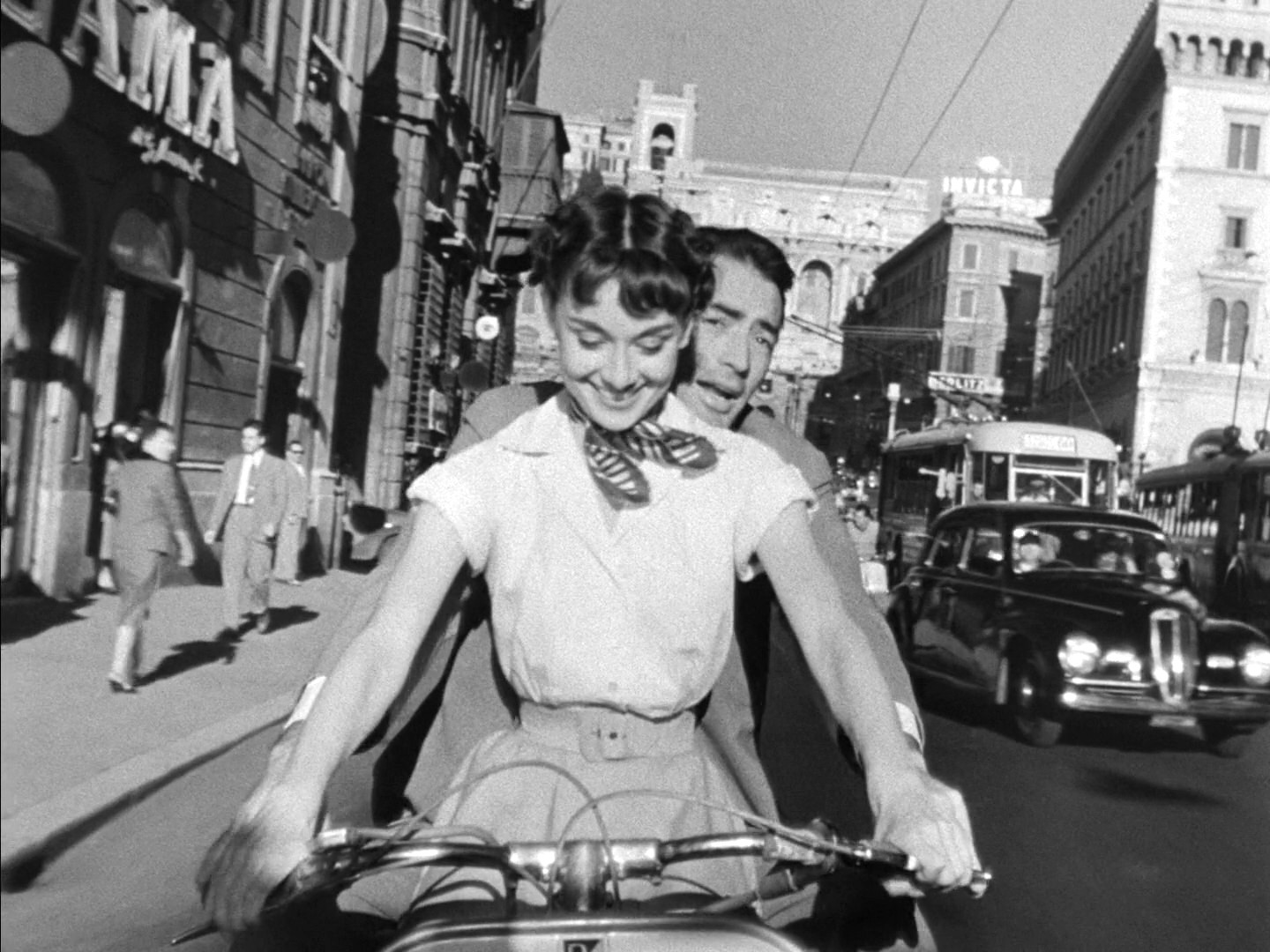
Hepburn i Peck w scenie jazdy skuterem marki Piaggio Vespa

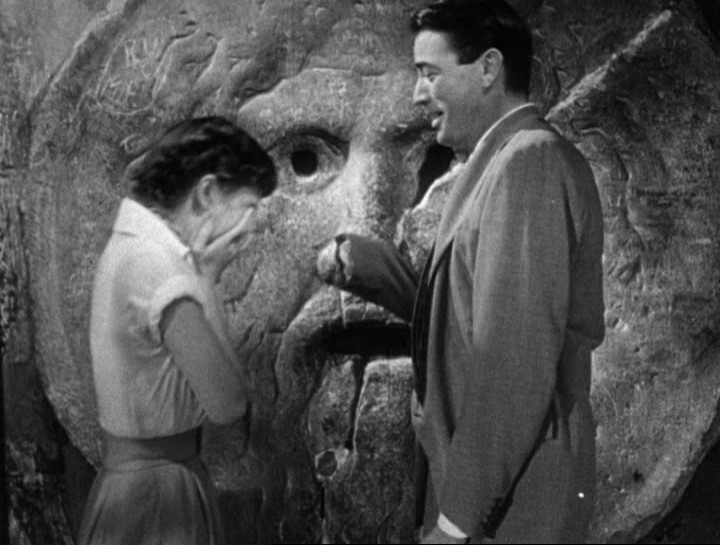
Scena przy Ustach Prawdy została zaimprowizowana przez Pecka

Zdjęcia do Rzymskich wakacji rozpoczęto 23 czerwca 1952 z budżetem wynoszącym 1,5 miliona dolarów. Z uwagi na terminy, harmonogram pracy był bardzo napięty; kostiumy dla aktorów, charakteryzacja, logistyka wielkiej międzynarodowej ekipy pracującej w Rzymie oraz niezbędnie pozwolenia na zdjęcia w miejscach zabytkowych i pałacach – wszystko było tak zorganizowane, aby aktorzy, ekipa techniczna i Wyler nie mieli żadnych opóźnień wynikających z pracy nad filmem. Nadzór nad Hepburn na planie sprawował włoski makijażysta Alberto De Rossi. Materiały do przetestowania dostarczał Wally Westmore. Ze względu na oświetlenie i pogodę De Rossi dokonał strategicznych zmian makijażu.
Mimo że niektóre sceny we wnętrzach realizowano w Cinecittà, największym studiu we Włoszech, Wyler korzystając z okazji, postanowił nagrywać także w plenerze, między innymi na terenie Forum, placu Weneckiego, w Panteonie, w zamku Świętego Anioła, przy Fontannie di Trevi, na Schodach Hiszpańskich, w Koloseum, nad Tybrem, w kościołach, na ulicy Via Margutta (gdzie znajdowało się mieszkanie Bradleya), w Palazzo Colonna (zrealizowano tam finalną scenę konferencji księżniczki) oraz trzech pałacach. Scenę balu w ambasadzie, która otwiera film, nagrano w Palazzo Brancaccio. Wystąpili w niej prawdziwi przedstawiciele włoskiej arystokracji i politycy, którzy swoje gaże przeznaczyli na cele charytatywne.
Filmowanie było znacznie utrudnione z uwagi na wysokie temperatury, wilgoć i niepokój polityczny panujący ówcześnie we Włoszech. Na ulicach często dochodziło do demonstracji i walk pomiędzy zwolennikami rządzącej wtedy partii Chrześcijańskiej Demokracji, a sympatykami Włoskiej Partii Komunistycznej. Duże utrudnienie stanowiła również lokalna społeczność, która będąc początkowo negatywnie nastawiona do faktu powstawania filmu, pojawiała się wszędzie, wraz z ekipą. Aby zobaczyć zdjęcia realizowane z udziałem Hepburn i Pecka przy placu Hiszpańskim, przybyła w liczbie 10 tys., mimo interwencji miejscowej policji. Aktor przyznawał, że „dla mnie i Audrey było to jak aktorstwo w ogromnym amfiteatrze przed wypełnieniem go przez domowych awanturników. Spytałem ją, czy nie czuje się w jakimś stopniu zastraszona. Wierzyła w swoją rolę. Przyjęła to tak spokojnie i pogodnie, jak prawdziwa księżniczka musiałaby”. Do historii filmu przeszła scena jazdy skuterem marki Piaggio Vespa przez głównych bohaterów.

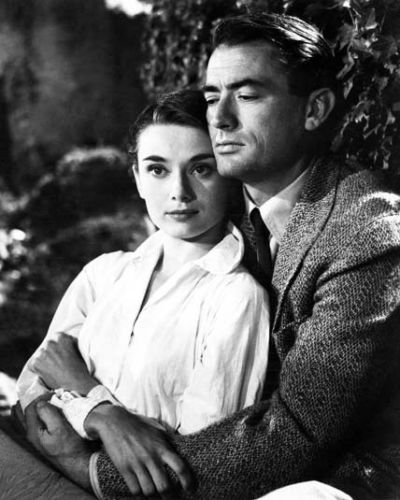
Audrey Hepburn i Gregory Peck w scenie z filmu

Peck był pod dużym wrażeniem gry Hepburn. „Wspaniała. Niesamowita dziewczyna, naprawdę. Ona może zrobić wszystko bez jakiegokolwiek wysiłku”. W połowie realizacji zdjęć zadzwonił do Chasina sugerując, by nazwisko Hepburn pojawiło się wraz z jego w czołówce, co było niecodziennym gestem w Hollywood. Agent w pierwszej chwili odmówił, lecz Peck był stanowczy. „Jestem pewien, że ona za tę rolę dostanie Oscara. Jej nazwisko musi być nad tytułem razem z moim. To nie żaden akt dobroci z mojej strony – jeśli zrobimy inaczej, postąpimy po prostu głupio”.

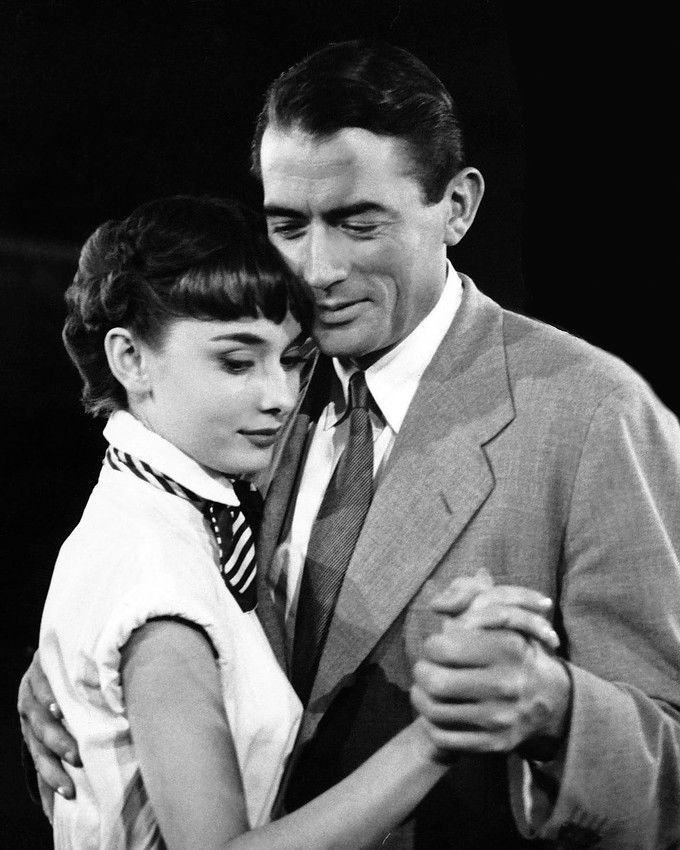
Hepburn i Peck w scenie z filmu

Aktor pochlebnie wyrażał się także na temat współpracy z Wylerem, podkreślając jego perfekcjonizm. Reżyser powtarzał ujęcia dopóki nie uznał, że są wystarczająco zadowalające. Według Alberta jedno z ujęć wymagało ponad pięćdziesięciu powtórzeń. Jego metodologia pracy często doprowadzała do nieporozumień z innymi członkami ekipy. Mimo że Wyler zawsze był przygotowany do swojej pracy, często słuchał sugestii aktorów. Taka sytuacja miała miejsce w przypadku sceny przy Ustach Prawdy. Peck w uzgodnieniu z reżyserem, zainscenizował gag, w którym po włożeniu ręki do ust rzeźby, schował ją w rękaw marynarki, udając jej „odgryzienie”. Reakcja przerażenia Hepburn była prawdziwa, a sama aktorka wspominała, że była to jedyna scena, do której nie nagrywano dubli. Wyler przystał na ten pomysł, ponieważ kilka dni wcześniej sam zastosował tę sztuczkę, zwiedzając Wieczne Miasto ze swoimi córkami.
Przy nagrywaniu ujęcia pożegnania dwójki bohaterów, Hepburn miała zagrać scenę płaczu. „Była już późna noc, ja byłam zmęczona po całym dniu pracy. Pierwsza część sceny poszła bardzo dobrze, jednak łzy nie pojawiły się, a ja nie wiedziałam co zrobić” – wspominała. Wyler po kilku nieudanych próbach, w których zdecydowano się między innymi na zastosowanie gliceryny, podniesionym tonem zwrócił się do aktorki: „Nie możemy tu zostać całą noc. Czy nie możesz się rozpłakać na litość boską? Powinnaś chyba już wiedzieć, na czym polega aktorstwo!”. Hepburn zaczęła szlochać, a scenę udało się nagrać. Reżyser później przeprosił aktorkę, mówiąc: „musiałem cię jakoś sprowokować”. Peck w trakcie realizacji stracił 16 funtów na wadze. „Pracowaliśmy codziennie od świtu do późnych godzin nocnych” – przyznawał.
Pomimo licznych trudności, realizacja filmu była satysfakcjonującym okresem dla całej ekipy. Peck i Hepburn stali się bliskimi przyjaciółmi, choć prasa sugerowała, że między aktorami doszło na planie zdjęciowym do romansu, co okazało się nieprawdą”. Eddie Albert przyznawał, że „praca z Willym w Rzymie była niczym innym, jak tylko radością”, a Peck podkreślał, że wspólne granie z Hepburn było „najszczęśliwszym doświadczeniem, jakie kiedykolwiek miałem na planie filmowym”. Zdaniem aktorki „[Peck] zawsze sprawiał, że czułam się odprężona przed rozpoczęciem sceny. To był miły zespół, nikt nie kaprysił, nie stwarzał emocjonalnych barier. Wkrótce nauczyłam się rozluźniać, szukać wskazówek u Pecka i Wylera”.
Łączne wynagrodzenie Hepburn za dwanaście tygodni pracy wyniosło 7 tys. dolarów (płatne w tygodniowych ratach w wysokości 583, 33 dolara), plus 250 dolarów tygodniowo na koszty utrzymania. Honorarium Pecka, dla którego był to dwudziesty realizowany film fabularny, wyniosło 100 tys. dolarów i 1000 dolarów tygodniowo na koszty utrzymania.

### Montaż i postprodukcja

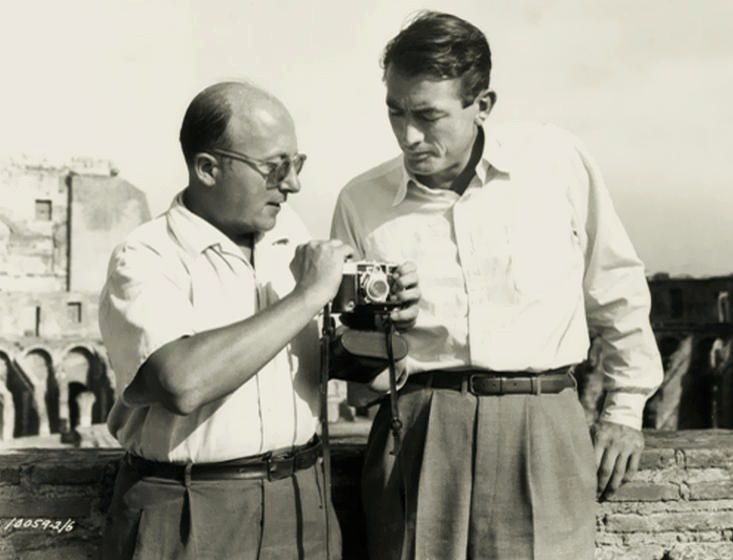
Współautor zdjęć Franz Planer i Gregory Peck na planie filmu

Na początku sierpnia, z powodu nieuniknionych opóźnień i konieczności wykonania postsynchronów w Cinecittà, datę ukończenia filmu przesunięto na 25 września. 11 października 1952, po niespełna czterech miesiącach pracy, zakończono realizację filmu, po czym został on poddany w Hollywood montażowi i udźwiękowieniu. W momencie trwania postprodukcji, Wyler wystosował telegram do przedstawicieli studia, wyrażając zadowolenie z etapu realizacji i sugerując, by Paramount przysłało swoich ludzi do Rzymu, aby ci mogli nagrywać inne produkcje po obniżonych kosztach.

### Zdjęcia i muzyka
Autorami zdjęć są Henri Alekan i Franz Planer. Pierwszy z operatorów pracował wcześniej przy Pięknej i Bestii (1946, reż. Jean Cocteau). Ujęcia realizowano w miejscach nawiązujących do włoskiego neorealizmu, wyraźnie odróżniającego się od ówczesnych hollywoodzkich komedii romantycznych. Planer zachorował w trakcie trwania produkcji i za namową lekarza wycofał się. Jego miejsce zajął Alekan, lecz materiał zrealizowany przez Planera również został uwzględniony w finalnej wersji filmu.
Ścieżkę dźwiękową do Rzymskich wakacji skomponowali Georges Auric i Victor Young. Pierwszy z nich odpowiadał wcześniej za muzykę do Moulin Rouge (1952, reż. John Huston), którego sukces spowodował powierzenie współtworzenia warstwy muzycznej przez Wylera.

## Odbiór

### Premiera kinowa i recenzje

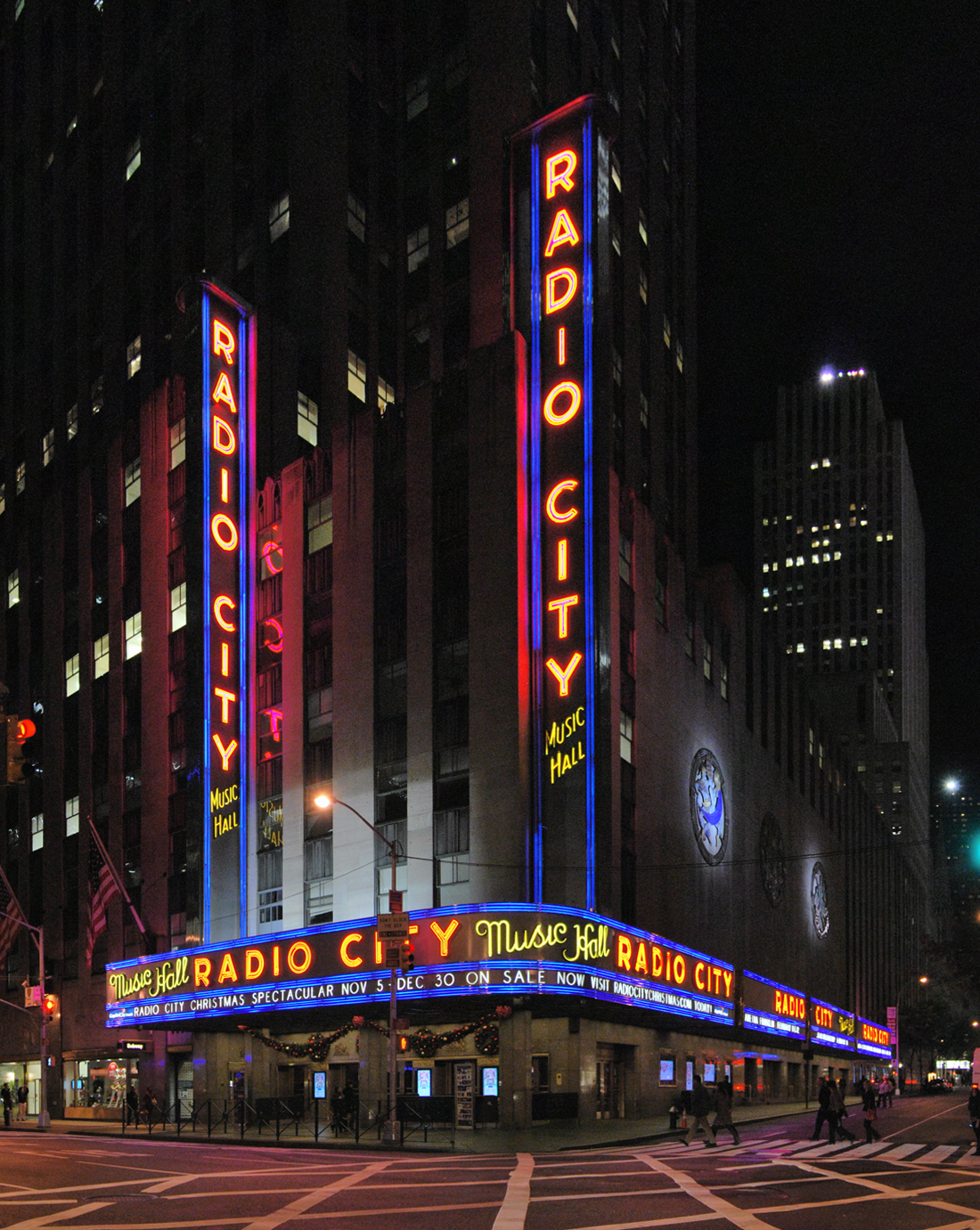
Nowojorska Radio City Music Hall, miejsce premiery Rzymskich wakacji w sierpniu 1953

Brytyjska premiera Rzymskich wakacji odbyła się 21 sierpnia 1953 w Londynie. Fotograf i projektant Cecil Beaton zorganizował przyjęcie dla ekipy Paramountu i Rzymskich wakacji. Gregory Peck, który przebywał na terenie miasta realizując film wojenno-szpiegowski Ciemne sprawki (reż. Nunnally Johnson), przyprowadził na uroczystość swojego przyjaciela Mela Ferrera. Wyrażał on pochlebne opinie na temat występu Hepburn w Rzymskich wakacjach. Aktorka z kolei chwaliła jego kreację Paula Berthaleta w filmie muzycznym Lili (1953) w reżyserii Charlesa Waltersa. Rok później para pobrała się.
27 sierpnia odbyła się oficjalna premiera filmu w nowojorskiej Radio City Music Hall. Po wydaniu filmu Hepburn została gwiazdą; zapoczątkowała nowy kanon urody kobiecej w Ameryce w 1953, a jej zdjęcia zamieszczane były w wielu prestiżowych magazynach, między innymi na okładce tygodnika „Time” i czasopisma „Vogue”. Cieszący się dużym uznaniem w Japonii film spowodował, że miejscowe kobiety zaczęły naśladować styl ubioru i nosić fryzurę wystylizowaną na wzór Hepburn.
Film zebrał na ogół przychylne recenzje krytyków, poza Wielką Brytanią, gdzie lokalna prasa zamieszczała mniej entuzjastyczne oceny. A.H. Weiler napisał za pośrednictwem „The New York Timesa”, że „jest to wymyślona bajka ze słodko-gorzką legendą z uśmiechem, która pozostawia gwałtowny wzrost duchowy”. Odnosząc się do kreacji Hepburn, stwierdził, że „jest smukłą, czarującą i zadumaną pięknością, na przemian królewską i dziecięcą w swoim głębokim docenieniu odkrywanych prostych przyjemności i miłości. Mimo dzielnego uśmiechu, zdającego sobie sprawę z końca romansu, pozostaje smutną i samotną osobą, stojącą twarzą w twarz z duszną przyszłością”. Pecka opisał jako „rosłego, męskiego towarzysza i kochanka, którego oczy przypominają jego powściągliwe oblicze”. Hollis Alpert z „Saturday Review” rolę aktora określił jako „płynną i fachową”. Zdaniem jednego z recenzentów „Variety” „ten romantyczny komediodramat Williama Wylera jest bajką w nowoczesnym stroju, plus motyw z Kopciuszka w odwrotnej kolejności”. Autor zwracał uwagę na „inteligentny scenariusz i obsadę na najwyższym możliwym poziomie”. Krytycy w swoich ocenach dużo miejsca poświęcali Hepburn, pisząc, że „nowa gwiazda Paramountu skrzy się blaskiem misternie oszlifowanego diamentu… Dzięki osobistemu urokowi Audrey Hepburn film osiąga poziom komedii salonowej… Panna Hepburn jest znakomitą aktorką”. Brytyjka ze sceptycyzmem podchodziła do pochlebnych recenzji – „muszę zachować w tym wszystkim równowagę”. Jej debiut w roli pierwszoplanowej, wspominany jest jako jeden z bardziej pamiętnych w historii kinematografii amerykańskiej. Ówczesny senator John F. Kennedy przyznawał, że Rzymskie wakacje to jego ulubiona produkcja, a Hepburn jest ulubioną aktorką.

### Wynik finansowy

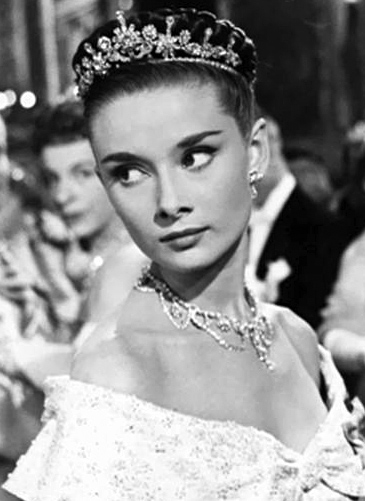
Audrey Hepburn w roli księżniczki Anny

Rzymskie wakacje, z wynikiem 3 milionów dolarów, uplasowały się na 22. pozycji w podsumowaniu roku w amerykańskim box offisie. Szacuje się, że film zarobił w sumie od 3 do 5 milionów dolarów w Ameryce Północnej oraz ponad 4 miliony we Francji. Rzymskie wakacje cieszyły się dużym uznaniem w Europie i szczególnie w Japonii. Łączny przychód brutto filmu określany jest na zyski rzędu 12 milionów dolarów.

### Współczesne oceny
Współcześni krytycy wyrażają pochlebne opinie na temat filmu. Adam Garbicz i Jacek Klinowski, autorzy książki Kino, wehikuł magiczny. Przewodnik osiągnięć filmu fabularnego. Podróż druga 1950–1959 (1987) napisali: „Idea najgłośniejszej komedii sentymentalnej lat 50. wywodziła się z kręgu obiecujących samograjów, ale też nie takich, które rokują nadzieję na rewelację. Bardzo zręczny był już jednak sam scenariusz z umiarkowaną ilością dialogu i wieloma pomysłami komediowymi (…) Nieco do życzenia pozostawia tempo; bezbłędnie za to utrzymany został ulotny nastrój pogodnej przygody, mający rozbroić każdego malkontenta. Nic dziwnego, że tak przyrządzony model rozrywki został wszędzie przyjęty z aplauzem i zachęcił wielu do pójścia podobnym tropem; nikomu jednak nie udało się prześcignąć pierwowzoru”. Peter Bradshaw z brytyjskiego dziennika „The Guardian” napisał: „Rzymskie wakacje to nowoczesna baśń, której motywem przewodnim są urok i niewinność, napromieniowane całym filmem”. Robbie Colin z „The Daily Telegraph” przyznał, że obraz Wylera jest „złotym standardem dla filmów o zbiegłych księżniczkach, a może i wszystkich komedii romantycznych”. Amerykański psychiatra Peter D. Kramer podkreślił, że „Rzymskie wakacje zawierają złożoną i wyraźną medytację o polityce i kulturze europejskiej, w szczególności debacie na temat integracji europejskich państw narodowych, jak również samodzielnego i refleksyjnego zbadania roli Hollywood w procesie integracji europejskiej”. Polski krytyk i filmoznawca, Andrzej Bukowiecki, z okazji 60. rocznicy premiery filmu, napisał: „To jest jedna z najbardziej uroczych komedii romantycznych. Chociaż została nakręcona na taśmie czarno-białej, do dziś się nie zestarzała”. Według historyka filmu Roberta Osborne’a „nie jest to strasznie napędzana fabuła, ale ma to cudowne, romantyczne, jasne uczucie dwóch osób, które są idealne w nim… Jest to także kolejny przykład dobrego wykorzystania lokalizacji w filmie”.
Donald Spoto przyznał: „Choć minęło kilkadziesiąt lat, Rzymskie wakacje nic nie straciły ze swego wdzięku, umiarkowanego sentymentalizmu i ciętego dowcipu. Konwencja szacownej baśni została tu zręcznie odwrócona i połączona z elementami klasycznej, zakręconej komedii, subtelnej satyry społecznej i (dzięki aktorom) historii czułego lecz krótkiego zauroczenia, które nie może zamienić się w trwały romans”. Jak zaznaczył „dobry nastrój Hepburn i Pecka i ich niewymuszona, sympatyczna współpraca z pewnością przyczyniły się do tego, że znakomicie wypadli na ekranie”. Po latach Peck charakteryzował Rzymskie wakacje jako „cywilizowaną, inteligentną komedię romantyczną, zrobioną ze stylem i finezją”.

### Nagrody i nominacje

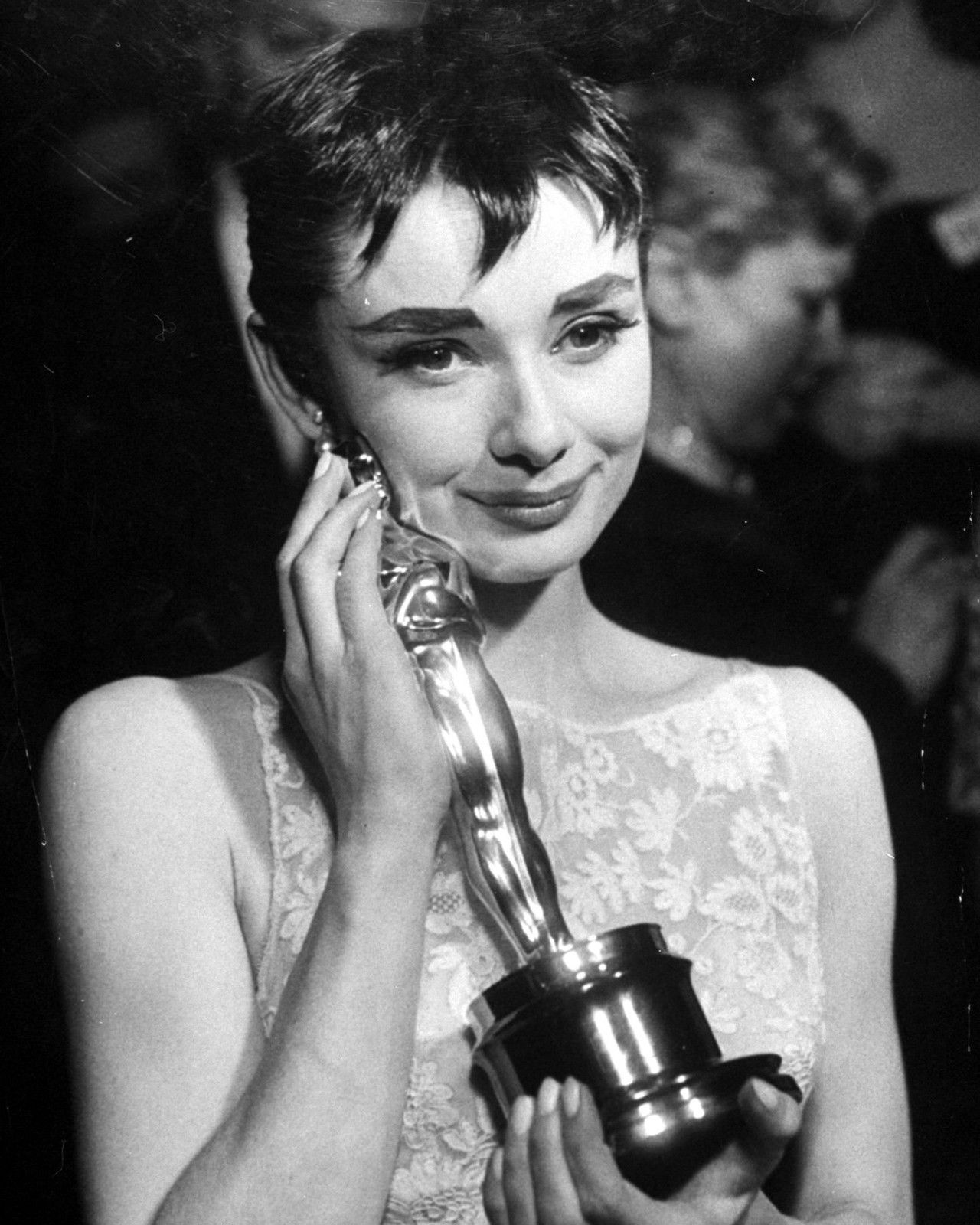
Audrey Hepburn ze statuetką Oscara, otrzymaną za rolę w filmie Rzymskie wakacje, 25 marca 1954

W 1953 film Wylera nominowany był w czterech kategoriach do brytyjskiej nagrody BAFTA, w tym za najlepszy film. Został również wyróżniony przez National Board of Review NBR Award, plasując się w dziesiątce najlepszych filmów roku. Rzymskie wakacje zajęły 3. miejsce podczas gali przyznania nagród Stowarzyszenia Nowojorskich Krytyków Filmowych, a Hepburn triumfowała w kategorii dla najlepszej aktorki. Także w 1953 film brał udział w konkursie głównym podczas Międzynarodowego Festiwalu Filmowego w Wenecji, ubiegając się o Srebrnego Lwa. Rzymskie wakacje uzyskały dziesięć nominacji do nagrody Akademii Filmowej, zdobywając trzy statuetki – dla Hepburn jako najlepszej aktorki pierwszoplanowej, Head za najlepsze kostiumy i Trumbo za najlepsze materiały do scenariusza – podczas 26. ceremonii, która odbyła się 25 marca 1954 w RKO Pantages Theatre. Hepburn została również laureatką Złotego Globu w kategorii dla najlepszej aktorki w filmie dramatycznym.
| Rok ceremonii | Nagroda                                                | Kategoria                                             | Odbiorcy i nominowani            | Wynik      | Źródło |
| ------------- | ------------------------------------------------------ | ----------------------------------------------------- | -------------------------------- | ---------- | ------ |
| 1953          | Nagroda Brytyjskiej Akademii Filmowej                  | Najlepszy film                                        | Rzymskie wakacje                 | Nominacja  | [ 75 ] |
| 1953          | Nagroda Brytyjskiej Akademii Filmowej                  | Najlepszy aktor zagraniczny                           | Eddie Albert                     | Nominacja  | [ 75 ] |
| 1953          | Nagroda Brytyjskiej Akademii Filmowej                  | Najlepszy aktor zagraniczny                           | Gregory Peck                     | Nominacja  | [ 75 ] |
| 1953          | Nagroda Brytyjskiej Akademii Filmowej                  | Najlepsza aktorka brytyjska                           | Audrey Hepburn                   | Wygrana    | [ 75 ] |
| 1953          | National Board of Review                               | Najlepsza dziesiątka filmowa roku                     | Rzymskie wakacje                 | Wygrana    | [ 76 ] |
| 1953          | Nagroda Stowarzyszenia Nowojorskich Krytyków Filmowych | Najlepsza aktorka                                     | Audrey Hepburn                   | Wygrana    | [ 83 ] |
| 1953          | Nagroda Stowarzyszenia Nowojorskich Krytyków Filmowych | Najlepszy film                                        | Rzymskie wakacje                 | 3. miejsce | [ 77 ] |
| 1953          | Srebrny Lew (MFF w Wenecji)                            | Konkurs główny                                        | William Wyler                    | Nominacja  | [ 78 ] |
| 1954          | Nagroda Akademii Filmowej                              | Najlepsza aktorka pierwszoplanowa                     | Audrey Hepburn                   | Wygrana    | [ 80 ] |
| 1954          | Nagroda Akademii Filmowej                              | Najlepszy aktor drugoplanowy                          | Eddie Albert                     | Nominacja  | [ 80 ] |
| 1954          | Nagroda Akademii Filmowej                              | Najlepszy film                                        | William Wyler                    | Nominacja  | [ 80 ] |
| 1954          | Nagroda Akademii Filmowej                              | Najlepszy reżyser                                     | William Wyler                    | Nominacja  | [ 80 ] |
| 1954          | Nagroda Akademii Filmowej                              | Najlepsze materiały do scenariusza                    | Dalton Trumbo                    | Wygrana    | [ 80 ] |
| 1954          | Nagroda Akademii Filmowej                              | Najlepszy scenariusz adaptowany                       | Ian McLellan Hunter John Dighton | Nominacja  | [ 80 ] |
| 1954          | Nagroda Akademii Filmowej                              | Najlepsze zdjęcia czarno-białe                        | Henri Alekan Franz Planer        | Nominacja  | [ 80 ] |
| 1954          | Nagroda Akademii Filmowej                              | Najlepsza scenografia w filmie czarno-białym          | Hal Pereira Walter H. Tyler      | Nominacja  | [ 80 ] |
| 1954          | Nagroda Akademii Filmowej                              | Najlepszy montaż                                      | Robert Swink                     | Nominacja  | [ 80 ] |
| 1954          | Nagroda Akademii Filmowej                              | Najlepsze kostiumy                                    | Edith Head                       | Wygrana    | [ 80 ] |
| 1954          | Złoty Glob                                             | Najlepsza aktorka w filmie dramatycznym               | Audrey Hepburn                   | Wygrana    | [ 81 ] |
| 1954          | Nagroda Bambi                                          | Najlepsza aktorka zagraniczna                         | Audrey Hepburn                   | Nominacja  | [ 43 ] |
| 1954          | Nagroda Bambi                                          | Najlepszy aktor zagraniczny                           | Gregory Peck                     | Nominacja  | [ 43 ] |
| 1954          | Amerykańska Gildia Reżyserów Filmowych                 | Najlepsze osiągnięcie reżyserskie w filmie fabularnym | William Wyler                    | Nominacja  | [ 84 ] |
| 1954          | Amerykańska Gildia Scenarzystów                        | Najlepszy scenariusz komedii                          | Ian McLellan Hunter John Dighton | Wygrana    | [ 85 ] |

## Dziedzictwo
Wykorzystanie w filmie włoskiego skutera marki Piaggio Vespa przyczyniło się do dużej popularyzacji tego modelu w latach 50., zwłaszcza na terenie Stanów Zjednoczonych, gdzie sprzedaż w ciągu trzech lat wyniosła ponad pół miliona egzemplarzy. W 1987 powstała telewizyjna wersja filmu w reżyserii Noela Nossecka. W rolach głównych wystąpili Catherine Oxenberg i Tom Conti. Film Notting Hill (1999) Rogera Michella został opisany jako „londyńska wersja Rzymskich wakacji z lat 90.”.
Paramount Pictures wystawiło trzy licencjonowane musicale Rzymskich wakacji. Pierwszy z nich został wyprodukowany w wersji japońskiej w 1998 przez Japanese Theatre Company, a jego premiera odbyła się w Tokio. Drugi, zrealizowany cztery lata później, w Guthrie Theater w Minneapolis z wykorzystaniem utworów Cole’a Portera. W roli księżniczki wystąpiła Stephanie Rothenberg, natomiast Edward Watts zagrał rolę Joe Bradleya. Adaptacja książki Beautiful: The Carole King Story została wykonana przez Paula Blake’a. Trzecia wersja powstała w 2004 w Rzymie, pod nazwą Vacanze Romane z muzyką włoskiego kompozytora Armando Trovajoli. Musical wystawiany był w Teatro Sistina i odbywał tournée po Hiszpanii i Włoszech.
Rzymskie wakacje zostały w 1999 uznane przez National Film Preservation Board za „kulturowo historyczne lub estetycznie znaczące” i wybrane do zachowania w National Film Registry przez Bibliotekę Kongresu. Organizacja Amerykański Instytut FilmowyAmerican Film Institute (AFI) dwukrotnie doceniła obraz Wylera, klasyfikując go w 2002 na 4. miejscu w zestawieniu „100 najlepszych filmów romantycznych amerykańskiego kina” oraz sześć lat później również na 4. miejscu w plebiscycie „10 najlepszych filmów w 10 klasycznych gatunkach filmowych”.
W 2010 brytyjski „The Guardian” sklasyfikował Rzymskie wakacje na 16. miejscu w zestawieniu „25 najlepszych komedii romantycznych wszech czasów”.